# Непентобіонти
Непентобіонти — збірна група тварин-коменсалів, які екологічно пов'язані з видами рослин-хижаків з роду Непентес, живлячись впольованими рослиною тваринами. Непентобіонти заселяють глек-пастку та листки непентесів і є видо- або родоспецифічними тваринами, які поза межами рослини-господаря не трапляються. До непентобіонтів належать здебільшого дрібні членистоногі (комахи, павуки, кліщі) та один вид крабів — Ґеозезарма малаянська (Geosesarma malayanum Ng & Lim, 1986).